# Intel·ligència
|  | Per a altres significats, vegeu «Intel·ligència (desambiguació)». |

Corba del quocient intel·lectual

La intel·ligència és la facultat d'entendre i comprendre l'entorn, i l'habilitat de donar un sentit encertat a una sentència. Tot i així, no té una definició universal acceptada.

## Etimologia
La paraula intel·ligència prové del llatí intellegere, que significa 'comprendre'. Intelligere està format per la partícula inter que significa 'entre' i legere que significa 'llegir'.

## Definicions actualment més consensuades
Encara que no hi ha un definició general consensuada per tots, existeixen dues definicions recents que tenen un nombre més gran d'acceptació. La primera és de l'"American Psychological Association", que en fa la definició següent:
| «                                                                     | Els individus difereixen els uns dels altres en la seva habilitat de comprendre idees complexes, d'adaptar-se eficaçment a l'entorn, d'aprendre de l'experiència, d'involucrar diverses formes de raonar, de superar obstacles mitjançant la reflexió. Encara que aquestes diferències individuals poden ser substancials, mai no són completament consistents: les característiques intel·lectuals d'una persona varien en ocasions diferents, en dominis diferents i segons criteris diferents. Els conceptes d'"intel·ligència" són una temptativa d'aclarir i organitzar aquest conjunt complex de fenòmens. | » |
| — APA, https://doi.apa.org/doiLanding?doi=10.1037%2F0003-066X.51.2.77 | |   |

La segona definició d'intel·ligència ve del Mainstream Science on Intelligence, signat per un grup d'investigadors el 1994:
| « | Una capacitat mental molt general que, entre altres coses, implica l'habilitat de raonar, planejar, resoldre problemes, pensar de manera abstracta, comprendre idees complexes, aprendre ràpidament i aprendre de l'experiència. No és un mer aprenentatge dels llibres, ni una habilitat estrictament acadèmica ni un talent per a superar proves. Més bé, el concepte es refereix a la capacitat de comprendre el nostre entorn. | » |

### Altres definicions
Com que es tracta d'un terme molt discutit al llarg de la història, han aparegut nombroses definicions del terme intel·ligència, i en especial d'intel·ligència humana.
Molts especialistes en l'àmbit de la psicologia i l'aprenentatge han ofert les seves pròpies propostes:
- Francis Galton (1822-1911): considerava que la intel·ligència era una aptitud cognitiva general que determina l'èxit o el fracàs d'una persona en qualsevol tasca en aquest àmbit. Afirmava que les diferències entre la intel·ligència de les persones venien determinades per factors genètics, és a dir, considerava que era una qualitat biològica.[6]
- Carolus Slovinec: "La intel·ligència és l'habilitat de reconèixer connexions."
- Alfred Binet: "… judici, altrament anomenat bon sentit, sentit pràctic, iniciativa, facultat d'adaptar-se un mateix a les circumstàncies."[7]
- David Wechsler: "… la capacitat afegida o global de l'individu d'actuar amb resolució, pensar racionalment, i relacionar-se de manera eficaç amb el seu entorn."[8]
- Cyril Burt (1883-1971): "…l'habilitat cognitiva general i innata."[8]
- Howard Gardner: "En la meva ment, una competència intel·lectual humana ha de suposar un conjunt d'habilitats per a resoldre problemes a l'individu, resoldre problemes genuïns o dificultats que ell o ella trobi i, quan se n'apropia, pugui crear un producte eficaç —i també ha de suposar el potencial per a trobar o crear problemes— i així, fer possible el treball preliminar per a l'adquisició de nous coneixements."
- Linda Gottfredson (1947-): "… l'habilitat de tractar amb la complexitat cognitiva."[9]
- Herrnstein (1930—1994) i Murray (1943-): "…habilitat cognitiva."[8]
- Robert Sternberg (1948-) i Salter: "…conducta adaptativa dirigida a un objectiu."[8]
- John Kotter en Leadership Intelligence: una "ment delerosa" per exemple, una habilitat analítica forta, un bon judici, i la capacitat de pensar estratègicament i multidimensional."
- D. Samuel Nuessle: "Una habilitat de la ment en què s'aplica el coneixement per resoldre situacions problemàtiques."

Existeixen altres definicions pròpies provinents d'estudiosos en l'àmbit de les matemàtiques i l'enginyeria:
- Alan Turing (1912-1954): "Respondre com un ésser humà."[10]
- George Nikolaos Saridis (1931-2006): "L'entropia de control de respostes."[11]

## Visió de la intel·ligència segons l'àmbit

### En psicologia
En la psicologia i la filosofia, la intel·ligència és la capacitat o facultat en major o menor grau de comprensió, d'aprenentatge i de resoldre problemes davant de les adversitats que se li presenten a l'individu.

#### Quocient intel·lectual - test d'intel·ligència
El quocient intel·lectual o quocient d'intel·ligència (abreviat amb QI i IQ en anglès) és la relació entre la intel·ligència d'un individu mesurada amb un test d'intel·ligència i la intel·ligència mitjana cronològica de l'individu i del seu grup social.
Existeixen dos tipus de test segons l'edat que mesuren el QI, que són el d'adults i el d'escolars. El primer test individual per a escolars va ser el test de Stanford-Binet, que intentava mesurar les aptituds exigides en l'educació primària. Per a mesurar-ho, s'utilitza una fórmula que determina la relació entre l'edat mental i l'edat cronològica, i que serveix per a poder mesurar numèricament la intel·ligència relativa. Per a poder-ho mesurar, s'utilitza la fórmula següent, que està multiplicada per cent per evitar els decimals.

El test individual més utilitzat en adults, i les seves posteriors versions, s'anomena escala d'intel·ligència per a adults de Wechsler, encara que normalment s'abreuja WAIS. Aquest test es divideix en subtests, verbals i executius. La seva puntuació es pot calcular tant fent diferents QI segons el subtest, és a dir, segons l'aptitud, o també es pot fer un QI global. En tots dos casos, el que es fa és una mitjana amb la seva desviació típica i, posteriorment, es marca un punt central mitjà T, que seria, en aquest cas, 100.

##### Puntuacions en el QI
El quocient intel·lectual es regeix segons la llei normal, amb mitjana de 100 i amb desviació del tipus 15.
| Puntuació QI | Nom                 | Informació addicional |
| ------------ | ------------------- | --- |
| - de 50      | Deficients moderats | |
| 50-65        | Deficients lleus    | |
| 70-90        | Límit               | Són aquells tipus de persones que es troben prop de QI normal, però en alguns aspectes de l'aprenentatge no arriben al ritme de la majoria. |
| 90-110       | Normal              | Entre un 70%-75% de la població pertanyent a aquest nivell, ja que reflecteix el QI mitjà de la població.                                   |
| 111-129      | Intel·ligents       | Són aquells membres que estan lleugerament per sobre intel·lectualment de la mitjana de la població.                                        |
| 130-140      | Molt intel·ligent   | |
| + de 140     | Superdotat          | |

#### Teoria de les intel·ligències múltiples
La teoria de les intel·ligències múltiples va ser formulada pel psicòleg americà Howard Gardner, qui afirma que els humans presenten com a mínim set classes d'intel·ligències distintives. Són les següents:
- La intel·ligència lingüística: és la capacitat de comprensió profunda de les paraules i la sensibilitat davant d'aquestes. Inclou la facilitat que es té en la comunicació escrita i oral, com també la facilitat per controlar la gramàtica i tenir prou sensibilitat com per saber-la adaptar.
- La intel·ligència logicomatemàtica és la capacitat de comprensió de nombres i conceptes lògics i saber percebre les seves relacions. És la facultat natural per a l'anàlisi de funcions abstractes de manera racional.
- La intel·ligència musical és la facultat de poder entendre i expressar les formes musicals i la sensibilitat per a la distinció de ritmes, sons, tons i mètrica musical.
- La intel·ligència espacial és l'habilitat d'entendre objectes reals i de poder manipular-los mentalment. També és la sensibilitat entre les relacions entre els conceptes de línia, forma, color i espai.
- La intel·ligència cinestèsica corporal és la capacitat natural de coordinació del cos i de l'ús per a l'expressió dels sentiments i pensaments mitjançant el cos.
- La intel·ligència interpersonal és la capacitat de percebre i distingir els diferents trets de les persones tant a nivell físic com emocional de manera particular. També és la capacitat que es té a adaptar-se als individus amb què una persona es relaciona.
- La intel·ligència intrapersonal és la capacitat d'autoconeixement, tenint en compte coneixements metafísics com la fortalesa, els desitjos, les il·lusions o els reptes. També és la capacitat de fer introjecció dels elements de la realitat en una visió global de la realitat.

Howard Gardner defensava que les intel·ligències múltiples existents eren inderpendents entre si. Aquesta afirmació es demostra quan hi ha persones que són excepcionalment capacitades en algun tipus d'intel·ligència però, a la vegada, són nefastes en d'altres. Un exemple real d'aquest cas és el de l'americà Leslie Lemke (patia la síndrome del savi), que era cec, patia paràlisi cerebral i un endarreriment mental que li va provocar que no pogués parlar fins a l'edat adulta; tot i així, podia escoltar una única vegada una peça musical i posteriorment tocar-la a la perfecció amb el piano o imitar cançons en alemany i italià de manera excepcional quan encara no havia desenvolupat el llenguatge que tindria una persona sense aquesta deficiència. Segons el mateix psicòleg, les diverses intel·ligències no maduren totes al mateix temps, com per exemple, la intel·ligència logicomatemàtica es desenvolupa normalment més tard que la musical o cinestèsica corporal. Gardner va criticar que intentar caracteritzar la intel·ligència amb una única puntuació era un error, ja que s'estaven desestimant talents.
La teoria de les intel·ligències múltiples de Gardner va ser criticada durament per la seva defensa que les diferents intel·ligències eren totalment independents. De fet, no eren realment tan independents com creia, ja que una persona que és talentosa en una àrea normalment també ho és en d'altres. A més, les actuals proves d'intel·ligència que deriven de les intel·ligències espacial, logicomatemàtica i lingüística de Gardner es correlacionen de manera moderada en lloc de ser molt diferents.

### En tecnologia
Es defineix com la capacitat de realitzar càlculs automàticament amb un equip informàtic.

## Classes d'intel·ligència humana
La intel·ligència es pot dividir en diferents tipus, que tenen una funció definida, segons Belohlavek:

### Intel·ligència conceptual
La intel·ligència conceptual té com a funció localitzar i descriure conceptualment els elements continguts en un camp d'acció o també anomenat camp unificat. És una intel·ligència de tipus conscient que permet introjectar, que consisteix a integrar una realitat en una realitat interior. El seu objectiu és trobar la resposta al perquè d'una acció. Gràcies al fet que l'ésser humà està en condicions de desenvolupar la seva consciència, aquesta intel·ligència pot desenvolupar-se.

### Intel·ligència funcional
És la capacitat d'un individu de resoldre els problemes que se li presenten, ja sigui de manera conscient o inconscient. Existeixen moltes hipòtesis sobre quines són les diferents intel·ligències funcionals. La seva funció és la de permetre l'acció; en conseqüència, és la que dirigeix les accions i l'entropia dels éssers humans.

### Intel·ligència vincular
La intel·ligència vincular és aquella que té la funció d'enllaçar i determinar el camp unificat en què actua l'ésser humà. Serveix de regulador de l'individu per a poder enfrontar-se a la realitat. És l'element homeostàtic de la intel·ligència com a conjunt.

### Intel·ligència genètica
La intel·ligència genètica o molecular té com a funció assegurar la supervivència tant en l'ésser humà com en els animals de manera inconscient. Aquesta és la intel·ligència dels instints o reflexos. Existeixen situacions com és la de tenir la mà en el foc en què la persona enretira la mà perque es crema; aquesta és la intel·ligència genètica. En alguns casos, aquest tipus d'intel·ligència es presenta en forma de pors, com és la por a l'hora de saltar d'una altura, que pot arribar a ser perjudicial per a l'individu.
Existeix intel·ligència en tots els gens dels éssers vius, amb un mecanisme molt complex per a la supervivència. De tota manera, aquesta intel·ligència és la d'un nivell de complexitat més elevat. En els gens, hi ha una gran quantitat d'informació codificada. Aquest tipus d'intel·ligència també es troba a nivell de molècules complexes que són les que conformen els gens.

## L'antiintel·ligència - intel·ligència paradoxal
La intel·ligència paradoxal és la facultat que té com a finalitat d'impedir la capacitat d'adaptació al medi d'un individu i provocar una marginació d'aquest en la realitat de l'individu. La seva acció consisteix en la seva supervivència a canvi de perjudicar el medi.
La intel·ligència paradoxal té com a objectiu la supervivència de l'individu a costa de l'entorn fent ús d'automatismes compulsius, com la mentida o l'enveja. Aquests impulsos entren en joc en tots els individus quan la situació del seu voltant els supera totalment. Quan s'arriba en aquell punt en què la situació el supera, l'individu pot o preparar-se per a afrontar la situació o respondre-hi directament.
En els casos en què l'individu no accepta que la situació el supera, apareix un tipus de resposta per a saciar la necessitat de supervivència que és "el racionalisme i la vivesa", que neix de la intel·ligència genètica. Perquè respon amb una resposta provinent de la intel·ligència genètica que fa que no li permeti reflexionar i hi hagi un procés de racionalització de la realitat en què busca solucions d'astúcia que li permeti la supervivència a costa del medi sense importar els mitjans per a complir la seva finalitat.

## Intel·ligència i educació
En l'etapa de la infància i adolescència, hi ha una correlació entre intel·ligència i evolució escolar. Es calcula que les diferències d'aptitud poden fer variar fins a un màxim d'un 35% les qualificacions acadèmiques, tot i que factors com l'estimulació precoç, la didàctica emprada o el clima de l'aula fan minvar aquesta influència.
Tradicionalment, l'escola ha potenciat solament algunes de les intel·ligències, com la lingüística o la matemàtica, oblidant d'altres. Aquest fet està en revisió gràcies a iniciatives com el treball per projectes, que busca integrar en una tasca les diferents maneres d'aprendre, amb un objectiu final que va més enllà de la memorització de dades.
Determinats estudiosos afirmen que hi ha una relació entre certes aptituds mentals i el sexe. Així, els homes, en termes generals, apliquen millor la intel·ligència a qüestions espacials, matemàtiques, mentre que les dones destaquen més en tot allò relacionat amb el llenguatge, buscant patrons comuns perceptius o precisió manual.